# П'єр Буйоя
П'єр Буйоя (фр. Pierre Buyoya; 24 листопада 1949, Рутову — 17 грудня 2020, Бонней-ан-Франс) — бурундійський військовий і державний діяч. Президент Бурунді у 1986–1993 та 1996–2003 роках.
Помер від коронавірусу.

## Життєпис
П'єр Буйоя народився 24 листопада 1949 року в Рутову, у провінції Бурурі на півдні країни, належить до етнічної групи тутсі. У 1967–1982 навчався у військових навчальних закладах Бельгії, Франції, ФРН. З вересня 1984 до серпня 1987 — офіцер Генерального штабу збройних сил Бурунді.

## Політична діяльність
Уряд Жана Батіста Багази розпочав антикатолицьку кампанію, що спричинило хвилю заворушень у країні. На тлі цих заворушень у вересні 1987 року майор П'єр Буйоя організував військовий переворот, проголосивши себе президентом країни. З жовтня 1987 до жовтня 1988 року також був міністром оборони. Передусім він припинив усі переслідування католицької церкви, політв'язнів почали звільнювати з в'язниць. У серпні 1988 року в країні знову спалахнули масові міжетнічні сутички. Армія тутсі зуміла навести лад, але при цьому загинуло не менше 5 тисяч селян-хуту, близько 60 тисяч були змушені тікати з країни. Після цих подій Буйоя почав проводити політику національного примирення. Він призначив представника хуту прем'єр-міністром країни та включив їх до складу кабінету свого уряду. На перших демократичних президентських виборах, що відбулись 1 червня 1993, перемогу здобув представник хуту Мельхіор Нгезе Ндадайє.
Однак спокій у Бурунді так і не настав: Ндадайє був убитий у жовтні того ж року, а Сіпрієн Нтар'яміра, який замінив його, загинув в авіакатастрофі у квітні 1994. Протистояння між тутсі й хуту не припинялось. 25 липня 1996 року Буйоя очолив новий державний переворот і утримував владу в країні до 2003 року.